# Skylab
Skylab là trạm không gian đầu tiên của Hoa Kỳ. Ngày 14/5/1973, Skylab đã được phóng vào không gian.
Skylab là trạm không gian phát động và điều hành bởi NASA và là trạm không gian đầu tiên của Hoa Kỳ. Skylab quay quanh Trái Đất 1973-1979, và bao gồm một phân xưởng, một đài quan sát năng lượng mặt trời và các hệ thống khác. Nó không có người lái và được đưa lên không gian bởi một tên lửa Saturn V cải hoán, với một khối lượng 169.950 pounds (77 tấn). Ba chuyến đi có người lái được thực hiện từ năm 1973 và 1974 bằng cách sử dụng Apollo Command / Service Module (CSM) trên đỉnh nhỏ hơn là Saturn IB. Mỗi phi hành đoàn có ba nhà du hành vũ trụ.